# Seznam dílů seriálu Nová holka
Toto je seznam dílů seriálu Nová holka. Český dabing má jen prvních šest řad, poslední sedmá byla uveřejněna na Disney+ s českými titulky.

## Přehled řad
| Řada | Díly | Premiéra v USA | Premiéra v USA  | Premiéra v ČR      | Premiéra v ČR      |
| Řada | Díly | První díl      | Poslední díl    | První díl          | Poslední díl       |
| ---- | ---- | -------------- | --------------- | ------------------ | ------------------ |
| 1    | 24   | 20. září 2011  | 8. května 2012  | 21. října 2013     | 21. listopadu 2013 |
| 2    | 25   | 25. září 2012  | 14. května 2013 | 22. listopadu 2013 | 26. prosince 2013  |
| 3    | 23   | 17. září 2013  | 6. května 2014  | 15. ledna 2016     | 1. února 2016      |
| 4    | 22   | 16. září 2014  | 5. května 2015  | 2. února 2016      | 16. února 2016     |
| 5    | 22   | 5. ledna 2016  | 10. května 2016 | 24. května 2017    | 2. srpna 2017      |
| 6    | 22   | 20. září 2016  | 4. dubna 2017   | 9. srpna 2017      | 18. října 2017     |
| 7    | 8    | 10. dubna 2018 | 15. května 2018 | 14. června 2022    | 14. června 2022    |

## Seznam dílů

### První řada (2011–2012)
| Č. v seriálu | Č. v řadě | Původní název       | Český název          | Režie             | Scénář                                                               | Premiéra v USA     | Premiéra v ČR      |
| ------------ | --------- | ------------------- | -------------------- | ----------------- | -------------------------------------------------------------------- | ------------------ | ------------------ |
| 1            | 1         | Pilot               | In flagranti         | Jake Kasdan       | Elizabeth Meriwether                                                 | 20. září 2011      | 21. října 2013     |
| 2            | 2         | Kryptonite          | Bejvalej             | Jake Kasdan       | Elizabeth Meriwether                                                 | 27. září 2011      | 22. října 2013     |
| 3            | 3         | Wedding             | Svatební noc         | Jason Winer       | Donick Cary                                                          | 4. října 2011      | 23. října 2013     |
| 4            | 4         | Naked               | Kalhoty dolů         | Jake Kasdan       | J. J. Philbin                                                        | 1. listopadu 2011  | 24. října 2013     |
| 5            | 5         | Cece Crashes        | Kdo sbalí Cece       | John Hamburg      | Rachel Axler                                                         | 8. listopadu 2011  | 25. října 2013     |
| 6            | 6         | Thanksgiving        | Katastrofa           | Miguel Arteta     | Berkley Johnson                                                      | 15. listopadu 2011 | 28. října 2013     |
| 7            | 7         | Bells               | Všechno je moje      | Peyton Reed       | Luvh Rakhe                                                           | 29. listopadu 2011 | 29. října 2013     |
| 8            | 8         | Bad in Bed          | Je libo bondáž       | Jesse Peretz      | Josh Malmuth                                                         | 6. prosince 2011   | 30. října 2013     |
| 9            | 9         | The 23rd            | Vánoční večírek      | Jason Winer       | Donick Cary                                                          | 13. prosince 2011  | 31. října 2013     |
| 10           | 10        | The Story of the 50 | Party autobus        | Troy Miller       | Luvh Rakhe                                                           | 17. ledna 2012     | 1. listopadu 2013  |
| 11           | 11        | Jess and Julia      | Nemá mě ráda         | Jake Kasdan       | námět: Luvh Rakhe scénář: Elizabeth Meriwether a Luvh Rakhe          | 31. ledna 2012     | 4. listopadu 2013  |
| 12           | 12        | The Landlord        | Pan domácí           | Peyton Reed       | námět: Joe Port a Joe Wiseman scénář: Berkley Johnson a Josh Malmuth | 7. února 2012      | 5. listopadu 2013  |
| 13           | 13        | Valentine's Day     | Svátek zamilovaných  | Tucker Gates      | Lesley Wake Webster                                                  | 14. února 2012     | 6. listopadu 2013  |
| 14           | 14        | Bully               | Surovec              | Dan Attias        | David Walpert                                                        | 21. února 2012     | 7. listopadu 2013  |
| 15           | 15        | Injured             | Zranění              | Lynn Shelton      | námět: Joe Port, Joe Wiseman a J. J. Philbin scénář: J. J. Philbin   | 6. března 2012     | 8. listopadu 2013  |
| 16           | 16        | Control             | Pořádek musí být     | Jesse Peretz      | Brett Baer a Dave Finkel                                             | 13. března 2012    | 11. listopadu 2013 |
| 17           | 17        | Fancyman (Part 1)   | Pan božský (1. část) | Peyton Reed       | J. J. Philbin a Nick Adams                                           | 20. března 2012    | 12. listopadu 2013 |
| 18           | 18        | Fancyman (Part 2)   | Pan božský (2. část) | Matt Shakman      | Berkley Johnson a Kim Rosenstock                                     | 27. března 2012    | 13. listopadu 2013 |
| 19           | 19        | Secrets             | Tajnosti             | David Wain        | Josh Malmuth                                                         | 3. dubna 2012      | 14. listopadu 2013 |
| 20           | 20        | Normal              | Hlavně normálně      | Jesse Peretz      | Luvh Rakhe                                                           | 10. dubna 2012     | 15. listopadu 2013 |
| 21           | 21        | Kids                | Děti                 | Tristram Shapeero | Donick Cary a Lesley Wake Webster                                    | 17. dubna 2012     | 18. listopadu 2013 |
| 22           | 22        | Tomatoes            | Rajčata              | Michael Spiller   | David Walpert a Kim Rosenstock                                       | 24. dubna 2012     | 19. listopadu 2013 |
| 23           | 23        | Backslide           | Nick se vrací        | Nanette Burstein  | David Quandt                                                         | 1. května 2012     | 20. listopadu 2013 |
| 24           | 24        | See Ya              | Měj se               | Michael Spiller   | námět: Elizabeth Meriwether scénář: Brett Baer a Dave Finkel         | 8. května 2012     | 21. listopadu 2013 |

### Druhá řada (2012–2013)
| Č. v seriálu | Č. v řadě | Původní název         | Český název            | Režie             | Scénář                                           | Premiéra v USA     | Premiéra v ČR      |
| ------------ | --------- | --------------------- | ---------------------- | ----------------- | ------------------------------------------------ | ------------------ | ------------------ |
| 25           | 1         | Re-Launch             | Nový začátek           | Steve Pink        | Kay Cannon                                       | 25. září 2012      | 22. listopadu 2013 |
| 26           | 2         | Katie                 | Katie                  | Larry Charles     | Elizabeth Meriwether                             | 25. září 2012      | 25. listopadu 2013 |
| 27           | 3         | Fluffer               | Předskokan             | Fred Goss         | J. J. Philbin                                    | 2. října 2012      | 26. listopadu 2013 |
| 28           | 4         | Neighbors             | Sousedé                | Steve Pink        | Berkley Johnson                                  | 9. října 2012      | 27. listopadu 2013 |
| 29           | 5         | Models                | Modelky                | Eric Appel        | Josh Malmuth                                     | 23. října 2012     | 28. listopadu 2013 |
| 30           | 6         | Halloween             | Halloween              | Jesse Peretz      | David Iserson                                    | 30. října 2012     | 29. listopadu 2013 |
| 31           | 7         | Menzies               | Premenstruační syndrom | Jason Woliner     | Kim Rosenstock                                   | 13. listopadu 2012 | 2. prosince 2013   |
| 32           | 8         | Parents               | Rodiče                 | Jesse Peretz      | Ryan Koh                                         | 20. listopadu 2012 | 3. prosince 2013   |
| 33           | 9         | Eggs                  | Vajíčka                | Neal Brennan      | Kay Cannon                                       | 27. listopadu 2012 | 4. prosince 2013   |
| 34           | 10        | Bathtub               | Vana                   | Tristram Shapeero | Donick Cary                                      | 4. prosince 2012   | 5. prosince 2013   |
| 35           | 11        | Santa                 | Santa                  | Craig Zisk        | Luvh Rakhe                                       | 11. prosince 2012  | 6. prosince 2013   |
| 36           | 12        | Cabin                 | Na chatě               | Alec Berg         | J. J. Philbin                                    | 8. ledna 2013      | 9. prosince 2013   |
| 37           | 13        | A Father's Love       | Otcovská láska         | Jake Kasdan       | Berkley Johnson a Josh Malmuth                   | 15. ledna 2013     | 10. prosince 2013  |
| 38           | 14        | Pepperwood            | Povídka                | Lynn Shelton      | Nick Adams                                       | 22. ledna 2013     | 11. prosince 2013  |
| 39           | 15        | Cooler                | Pravý Američan         | Max Winkler       | Rebecca Addelman                                 | 29. ledna 2013     | 12. prosince 2013  |
| 40           | 16        | Table 34              | Stůl 34                | Tristram Shapeero | David Iserson                                    | 5. února 2013      | 13. prosince 2013  |
| 41           | 17        | Parking Spot          | Parkovací místo        | Fred Goss         | Rebecca Addelman                                 | 19. února 2013     | 16. prosince 2013  |
| 42           | 18        | TinFinity             | Cínové výročí          | Max Winkler       | Kim Rosenstock a Josh Malmuth                    | 26. února 2013     | 17. prosince 2013  |
| 43           | 19        | Quick Hardening Caulk | Rychle tvrdnoucí tmel  | Lorene Scafaria   | námět: Brett Baer a Dave Finkel scénář: Ryan Koh | 19. března 2013    | 18. prosince 2013  |
| 44           | 20        | Chicago               | Chicago                | Jake Kasdan       | Luvh Rakhe                                       | 26. března 2013    | 19. prosince 2013  |
| 45           | 21        | First Date            | První rande            | Lynn Shelton      | J. J. Philbin a Berkley Johnson                  | 4. dubna 2013      | 20. prosince 2013  |
| 46           | 22        | Bachelorette Party    | Rozlučka se svobodou   | Matt Sohn         | Kay Cannon a Sophia Lear                         | 9. dubna 2013      | 23. prosince 2013  |
| 47           | 23        | Virgins               | Tenkrát poprvé         | Alec Berg         | Elizabeth Meriwether                             | 30. dubna 2013     | 24. prosince 2013  |
| 48           | 24        | Winston's Birthday    | Winstonovy narozeniny  | Max Winkler       | Brett Baer a Dave Finkel                         | 7. května 2013     | 25. prosince 2013  |
| 49           | 25        | Elaine's Big Day      | Svatba jako řemen      | Jake Kasdan       | Christian Magalhães a Bob Snow                   | 14. května 2013    | 26. prosince 2013  |

### Třetí řada (2013–2014)
| Č. v seriálu | Č. v řadě | Původní název      | Český název        | Režie                | Scénář                           | Premiéra v USA     | Premiéra v ČR  |
| ------------ | --------- | ------------------ | ------------------ | -------------------- | -------------------------------- | ------------------ | -------------- |
| 50           | 1         | All In             | Se vším všudy      | Max Winkler          | Elizabeth Meriwether             | 17. září 2013      | 15. ledna 2016 |
| 51           | 2         | Nerd               | Blbeček            | Fred Goss            | Kay Cannon                       | 24. září 2013      | 18. ledna 2016 |
| 52           | 3         | Double Date        | Dvojité rande      | Max Winkler          | Luvh Rakhe                       | 1. října 2013      | 18. ledna 2016 |
| 53           | 4         | The Captain        | Kapitán            | Fred Goss            | J. J. Philbin                    | 8. října 2013      | 19. ledna 2016 |
| 54           | 5         | The Box            | Krabice            | Andy Fleming         | Rob Rosell                       | 15. října 2013     | 19. ledna 2016 |
| 55           | 6         | Keaton             | Keaton             | David Katzenberg     | Dave Finkel a Brett Baer         | 22. října 2013     | 20. ledna 2016 |
| 56           | 7         | Coach              | Trenér             | Russ Alsobrook       | David Feeney                     | 5. listopadu 2013  | 20. ledna 2016 |
| 57           | 8         | Menus              | Nabídky            | Trent O'Donnell      | Matt Fusfeld a Alex Cuthbertson  | 12. listopadu 2013 | 21. ledna 2016 |
| 58           | 9         | Longest Night Ever | Nejdelší noc vůbec | Nicholas Jasenovec   | Ryan Koh                         | 19. listopadu 2013 | 21. ledna 2016 |
| 59           | 10        | Thanksgiving III   | Díkůvzdání III     | Max Winkler          | Josh Malmuth                     | 26. listopadu 2013 | 22. ledna 2016 |
| 60           | 11        | Clavado En Un Bar  | Přibitej na baru   | Eric Appel           | Berkley Johnson                  | 7. ledna 2014      | 22. ledna 2016 |
| 61           | 12        | Basketsball        | Basketsball        | Lorene Scafaria      | Rebecca Addelman                 | 14. ledna 2014     | 25. ledna 2016 |
| 62           | 13        | Birthday           | Narozeniny         | Richie Keen          | Kim Rosenstock                   | 21. ledna 2014     | 25. ledna 2016 |
| 63           | 14        | Prince             | Princ              | Fred Goss            | David Feeney a Rob Rosell        | 2. února 2014      | 26. ledna 2016 |
| 64           | 15        | Exes               | Exes               | Alex Hardcastle      | Nina Pedrad                      | 4. února 2014      | 26. ledna 2016 |
| 65           | 16        | Sister             | Sestra             | Max Winkler          | Matt Fusfeld a Alex Cuthbertson  | 11. února 2014     | 27. ledna 2016 |
| 66           | 17        | Sister II          | Sestra II          | Bill Purple          | Ryan Koh a Luvh Rakhe            | 25. února 2014     | 27. ledna 2016 |
| 67           | 18        | Sister III         | Sestra III         | Jay Chandrasekhar    | Camilla Blackett                 | 4. března 2014     | 28. ledna 2016 |
| 68           | 19        | Fired Up           | Vyhozený           | Steve Welch          | Sophia Lear                      | 11. března 2014    | 28. ledna 2016 |
| 69           | 20        | Mars Landing       | Přistání na Marsu  | Lynn Shelton         | Josh Malmuth a Nina Pedrad       | 25. března 2014    | 29. ledna 2016 |
| 70           | 21        | Big News           | Velká novina       | Steven Tsuchida      | Berkley Johnson a Kim Rosenstock | 15. dubna 2014     | 29. ledna 2016 |
| 71           | 22        | Dance              | Tanec              | Trent O'Donnell      | Rebecca Addelman a Ryan Koh      | 29. dubna 2014     | 1. února 2016  |
| 72           | 23        | Cruise             | Plavba             | Elizabeth Meriwether | Luvh Rakhe a Rob Rosell          | 6. května 2014     | 1. února 2016  |

### Čtvrtá řada (2014–2015)
| Č. v seriálu | Č. v řadě | Původní název                | Český název                    | Režie             | Scénář                                                            | Premiéra v USA     | Premiéra v ČR  |
| ------------ | --------- | ---------------------------- | ------------------------------ | ----------------- | ----------------------------------------------------------------- | ------------------ | -------------- |
| 73           | 1         | The Last Wedding             | Poslední svatba                | Trent O'Donnell   | J. J. Philbin                                                     | 16. září 2014      | 2. února 2016  |
| 74           | 2         | Dice                         | Kostky                         | Lynn Shelton      | Matt Fusfeld a Alex Cuthbertson                                   | 23. září 2014      | 2. února 2016  |
| 75           | 3         | Julie Berkman's Older Sister | Starší sestra Julie Berkmanové | Fred Goss         | Nina Pedrad                                                       | 30. září 2014      | 3. února 2016  |
| 76           | 4         | Micro                        | Mikro                          | Jay Chandrasekhar | Josh Malmuth                                                      | 7. října 2014      | 3. února 2016  |
| 77           | 5         | Landline                     | Pevná linka                    | Trent O'Donnell   | Rob Rosell                                                        | 14. října 2014     | 4. února 2016  |
| 78           | 6         | Background Check             | Kontrola pozadí                | Lorene Scafaria   | Rebecca Addelman                                                  | 4. listopadu 2014  | 4. února 2016  |
| 79           | 7         | Goldmine                     | Zlatý důl                      | Russ Alsobrook    | Berkley Johnson                                                   | 11. listopadu 2014 | 5. února 2016  |
| 80           | 8         | Teachers                     | Učitelé                        | Trent O'Donnell   | Kim Rosenstock                                                    | 18. listopadu 2014 | 5. února 2016  |
| 81           | 9         | Thanksgiving IV              | Díkůvzdání IV                  | Fred Goss         | David Feeney                                                      | 25. listopadu 2014 | 8. února 2016  |
| 82           | 10        | Girl Fight                   | Dívčí hádka                    | Bill Purple       | Danielle Sanchez-Witzel                                           | 2. prosince 2014   | 8. února 2016  |
| 83           | 11        | LAXmas                       | LAXmas                         | Trent O'Donnell   | Matt Fusfeld a Alex Cuthbertson                                   | 9. prosince 2014   | 9. února 2016  |
| 84           | 12        | Shark                        | Žralok                         | Alex Hardcastle   | Jacob Brown a Rob Rosell                                          | 6. ledna 2015      | 9. února 2016  |
| 85           | 13        | Coming Out                   | Přiznání                       | Bill Purple       | Sophia Lear                                                       | 13. ledna 2015     | 10. února 2016 |
| 86           | 14        | Swuit                        | Swuit                          | Trent O'Donnell   | Noah Garfinkel                                                    | 3. února 2015      | 10. února 2016 |
| 87           | 15        | The Crawl                    | Tah                            | Jay Chandrasekhar | Kim Rosenstock                                                    | 10. února 2015     | 11. února 2016 |
| 88           | 16        | Oregon                       | Oregon                         | Russ Alsobrook    | Nina Pedrad                                                       | 17. února 2015     | 11. února 2016 |
| 89           | 17        | Spiderhunt                   | Lov pavouků                    | Steve Welch       | Berkley Johnson                                                   | 24. února 2015     | 12. února 2016 |
| 90           | 18        | Walk of Shame                | Ulička hanby                   | Christine Gernon  | Danielle Sanchez-Witzel                                           | 3. března 2015     | 12. února 2016 |
| 91           | 19        | The Right Thing              | Správná věc                    | Erin O'Malley     | Matt Fusfeld a Alex Cuthbertson                                   | 31. března 2015    | 15. února 2016 |
| 92           | 20        | Par 5                        | Par 5                          | Trent O'Donnell   | Lamorne Morris a Rob Rosell                                       | 7. dubna 2015      | 15. února 2016 |
| 93           | 21        | Panty Gate                   | Brána do kalhotek              | Reginald Hudlin   | David Feeney a Veronica McCarthy                                  | 28. dubna 2015     | 16. února 2016 |
| 94           | 22        | Clean Break                  | Čistá přestávka                | Trent O'Donnell   | námět: Rebecca Addelman scénář: Rebecca Addelman a Kim Rosenstock | 5. května 2015     | 16. února 2016 |

### Pátá řada (2016)
| Č. v seriálu | Č. v řadě | Původní název                | Český název                | Režie                | Scénář                          | Premiéra v USA  | Premiéra v ČR     |
| ------------ | --------- | ---------------------------- | -------------------------- | -------------------- | ------------------------------- | --------------- | ----------------- |
| 95           | 1         | Big Mama P                   | Velká mamka P              | Erin O'Malley        | Berkley Johnson                 | 5. ledna 2016   | 24. května 2017   |
| 96           | 2         | What About Fred              | A co Fred?                 | Eric Appel           | Matt Fusfeld a Alex Cuthbertson | 12. ledna 2016  | 24. května 2017   |
| 97           | 3         | Jury Duty                    | Povinná účast v porotě     | Trent O'Donnell      | Josh Malmuth a Nina Pedrad      | 19. ledna 2016  | 31. května 2017   |
| 98           | 4         | No Girl                      | Žádná holka                | Elizabeth Meriwether | Rob Rosell                      | 26. ledna 2016  | 31. května 2017   |
| 99           | 5         | Bob & Carol & Nick & Schmidt | Bob, Carol, Nick a Schmidt | Jake Johnson         | Rob Rosell                      | 2. února 2016   | 7. června 2017    |
| 100          | 6         | Reagan                       | Reagan                     | Trent O'Donnell      | Kim Rosenstock                  | 9. února 2016   | 7. června 2017    |
| 101          | 7         | Wig                          | Paruka                     | Christine Gernon     | David Feeney                    | 16. února 2016  | 14. června 2017   |
| 102          | 8         | The Decision                 | Rozhodnutí                 | Trent O'Donnell      | Luvh Rakhe                      | 23. února 2016  | 14. června 2017   |
| 103          | 9         | Heat Wave                    | Vlna veder                 | Erin O'Malley        | Matt Fusfeld a Alex Cuthbertson | 1. března 2016  | 21. června 2017   |
| 104          | 10        | Goosebumps Walkaway          | Odchod s husí kůží         | Trent O'Donnell      | Berkley Johnson                 | 8. března 2016  | 21. června 2017   |
| 105          | 11        | The Apartment                | Byt                        | Christine Gernon     | Nina Pedrad                     | 15. března 2016 | 28. června 2017   |
| 106          | 12        | D-Day                        | Den D                      | Michael Schultz      | Josh Malmuth                    | 22. března 2016 | 28. června 2017   |
| 107          | 13        | Sam, Again                   | Znovu Sam                  | Steve Welch          | Ethan Sandler a Adrian Wenner   | 29. března 2016 | 5. července 2017  |
| 108          | 14        | 300 Feet                     | 300 stop                   | Trent O'Donnell      | Sophia Lear                     | 12. dubna 2016  | 5. července 2017  |
| 109          | 15        | Jeff Day                     | Jeff Day                   | Jay Chandrasekhar    | Joe Wengert                     | 19. dubna 2016  | 12. července 2017 |
| 110          | 16        | Helmet                       | Přilba                     | Josh Greenbaum       | Sarah Nevada Smith              | 19. dubna 2016  | 12. července 2017 |
| 111          | 17        | Road Trip                    | Jízda                      | Trent O'Donnell      | Noah Garfinkel                  | 26. dubna 2016  | 19. července 2017 |
| 112          | 18        | A Chill Day In               | Den na vychladnutí         | Erin O'Malley        | Sarah Tapscott                  | 26. dubna 2016  | 19. července 2017 |
| 113          | 19        | Dress                        | Svatební šaty              | Trent O'Donnell      | David Feeney a Josh Malmuth     | 3. května 2016  | 26. července 2017 |
| 114          | 20        | Return to Sender             | Vrátit odesílateli         | Russ Alsobrook       | Veronica McCarthy               | 3. května 2016  | 26. července 2017 |
| 115          | 21        | Wedding Eve                  | Svatební oslava            | Trent O'Donnell      | Nina Pedrad a Kim Rosenstock    | 10. května 2016 | 2. srpna 2017     |
| 116          | 22        | Landing Gear                 | Podvozek                   | Erin O'Malley        | Luvh Rakhe                      | 10. května 2016 | 2. srpna 2017     |

### Šestá řada (2016–2017)
| Č. v seriálu | Č. v řadě | Původní název         | Český název              | Režie             | Scénář                          | Premiéra v USA     | Premiéra v ČR  |
| ------------ | --------- | --------------------- | ------------------------ | ----------------- | ------------------------------- | ------------------ | -------------- |
| 117          | 1         | House Hunt            | Hledání domova           | Zooey Deschanel   | Luvh Rakhe                      | 20. září 2016      | 9. srpna 2017  |
| 118          | 2         | Hubbedy Bubby         | Hubbedy Bubby            | Steve Welch       | Sarah Tapscott                  | 27. září 2016      | 9. srpna 2017  |
| 119          | 3         | Single and Sufficient | Single a to stačí        | Michael Schultz   | Kim Rosenstock a Joe Wengert    | 4. října 2016      | 16. srpna 2017 |
| 120          | 4         | Homecoming            | Návrat domů              | Trent O'Donnell   | Matt Fusfeld a Alex Cuthbertson | 11. října 2016     | 16. srpna 2017 |
| 121          | 5         | Jaipur Aviv           | Jaipur Aviv              | Erin O'Malley     | Berkley Johnson                 | 18. října 2016     | 23. srpna 2017 |
| 122          | 6         | Ready                 | Připraveno               | Trent O'Donnell   | Noah Garfinkel                  | 15. listopadu 2016 | 23. srpna 2017 |
| 123          | 7         | Last Thanksgiving     | Poslední Den Díkůvzdání  | Trent O'Donnell   | Joni Lefkowitz                  | 22. listopadu 2016 | 30. srpna 2017 |
| 124          | 8         | James Wonder          | Jamesův zázrak           | Trent O'Donnell   | Ethan Sandler a Adrian Wenner   | 29. listopadu 2016 | 30. srpna 2017 |
| 125          | 9         | Es Good               | Es Good                  | Trent O'Donnell   | Rob Rosell                      | 6. prosince 2016   | 6. září 2017   |
| 126          | 10        | Christmas Eve Eve     | Štědrý večer             | Trent O'Donnell   | Sophia Lear                     | 13. prosince 2016  | 6. září 2017   |
| 127          | 11        | Raisin's Back         | Raisin se vrací          | Dana Fox          | Eliot Glazer                    | 3. ledna 2017      | 13. září 2017  |
| 128          | 12        | The Cubicle           | Klícka                   | Jay Chandrasekhar | Kim Rosenstock                  | 10. ledna 2017     | 13. září 2017  |
| 129          | 13        | Cece's Boys           | Ceceini chlapci          | Trent O'Donnell   | Joe Wengert                     | 17. ledna 2017     | 20. září 2017  |
| 130          | 14        | The Hike              | Výlet                    | Josh Greenbaum    | Sarah Tapscott                  | 24. ledna 2017     | 20. září 2017  |
| 131          | 15        | Glue                  | Lepidlo                  | Trent O'Donnell   | Marquita J. Robinson            | 7. února 2017      | 27. září 2017  |
| 132          | 16        | Operation: Bobcat     | Operace: Červený rys     | Steve Welch       | Lamar Woods                     | 14. února 2017     | 27. září 2017  |
| 133          | 17        | Rumspringa            | Toulání                  | Josh Greenbaum    | Sophia Lear a Noah Garfinkel    | 21. února 2017     | 4. října 2017  |
| 134          | 18        | Young Adult           | Mladý dospělý            | Jay Chandrasekhar | Jason Daugherity                | 28. února 2017     | 4. října 2017  |
| 135          | 19        | Socalyalcon VI        | Socalyalcon VI           | Trent O'Donnell   | Berkley Johnson                 | 14. března 2017    | 11. října 2017 |
| 136          | 20        | Misery                | Mizérie                  | Erin O'Malley     | Luvh Rakhe                      | 21. března 2017    | 11. října 2017 |
| 137          | 21        | San Diego             | San Diego                | Trent O'Donnell   | David Feeney a Rob Rosell       | 28. března 2017    | 18. října 2017 |
| 138          | 22        | Five Stars for Beezus | Pět hvězdiček pro Beezus | Erin O'Malley     | Elizabeth Meriwether            | 4. dubna 2017      | 18. října 2017 |

### Sedmá řada (2018)
| Č. v seriálu | Č. v řadě | Původní název                 | Český název               | Režie             | Scénář                                                       | Premiéra v USA  | Premiéra v ČR   |
| ------------ | --------- | ----------------------------- | ------------------------- | ----------------- | ------------------------------------------------------------ | --------------- | --------------- |
| 139          | 1         | About Three Years Later       | O tři roky později        | Erin O'Malley     | Berkley Johnson                                              | 10. dubna 2018  | 14. června 2022 |
| 140          | 2         | Tuesday Meeting               | Úterní setkání            | Josh Greenbaum    | Sarah Tapscott                                               | 17. dubna 2018  | 14. června 2022 |
| 141          | 3         | Lillypads                     | Lekníny                   | Trent O'Donnell   | J. J. Philbin                                                | 24. dubna 2018  | 14. června 2022 |
| 142          | 4         | Where the Road Goes           | Kam vede cesta            | Michael Schultz   | Noah Garfinkel                                               | 1. května 2018  | 14. června 2022 |
| 143          | 5         | Godparents                    | Kmotři                    | Lamorne Morris    | Lamar Woods                                                  | 8. května 2018  | 14. června 2022 |
| 144          | 6         | Mario                         | Mario                     | Jay Chandrasekhar | Joe Wengert                                                  | 8. května 2018  | 14. června 2022 |
| 145          | 7         | The Curse of the Pirate Bride | Prokletí pirátské nevěsty | Josh Greenbaum    | Ann Kim                                                      | 15. května 2018 | 14. června 2022 |
| 146          | 8         | Engram Patters                | Engram Pattersky          | Erin O'Malley     | námět: Dave Finkel a Brett Baer scénář: Elizabeth Meriwether | 15. května 2018 | 14. června 2022 |